# Hostile Ambient Takeover (álbum)
Hostile Ambiente Takeover es un álbum de Melvins, que fue lanzado en 2002 por Ipecac Records. "Black Stooges" se acredita como la primera canción del álbum  (aunque en realidad es la segunda), la misma canción apareció en Millennium Monsterwork 2000 bajo el nombre de "Ol Black 'Stooges". El álbum fue lanzado solo dos semanas después de que Mike Patton publicara el álbum de Melvins en colaboración con Fantômas Millenium Monsterwork 2000 con su sello Ipecac Records.

## Descripción
Teniendo en cuenta el largo historial de continuos lanzamientos y giras, se podría considerar que su decimosexto álbum de larga duración (o decimoséptimo dependiendo de la forma de ver su catálogo) podría llegar a mostrar una disminución de calidad. Pero al igual que en otras actuaciones Los Melvins han logrado mantener ese sonido tan extraño y entrañable desde hace casi 20 años. Hostile Ambient Takeover continúa con la expansión de varios estilos musicales, un hábito que se desarrolló después de que firmaran para el sello Ipecac Recordings de Mike Patton, este trabajo incluye un rockabilly para el duro y complicado "Little Judas Congo" una canción que también demuestra lo increíble que es Dale Crover en la batería. "The Fool, the Meddling Idiot" es un arrastrador y grueso grunge que hace recordar a las épocas de Houdini. "The Brain Center at Whipples" es de las canciones más épicas a fuego lento que muestran la rica voz de Buzz Osborne, la canción se desliza a un final pop-dance que toma al oyente por sorpresa. Por momentos el álbum suena muy conmovedor, en general cuando añade toques de rock de los años 70 mezclándolo con lo actual. Pero nada prepara a los oyentes de "The Anti-Vermin Seed", una monstruosa canción de 16 minutos que cierra el álbum con un retrato tenso y desagradable de un no muy infeliz Buzz Osbourne. Su delicada voz viaja a través de una limpia y lenta línea de bajo y por ráfagas de guitarras resoplando como un hombre de las cavernas empapado de ácido tratando de darle sentido a su entorno.

## Lista de canciones
Todas las canciones escritas por Buzz Osborne excepto donde lo indica

| N.º | Título                         | Escritor(es)      | Duración |  |
| 1.  | «Untitled»                     | Crover            | 0:31     |  |
| 2.  | «Black Stooges»                | Osborne, Crover   | 5:58     |  |
| 3.  | «Dr. Geek»                     |                   | 2:35     |  |
| 4.  | «Little Judas Chongo»          |                   | 2:03     |  |
| 5.  | «The Fool, the Meddling Idiot» |                   | 7:49     |  |
| 6.  | «The Brain Center at Whipples» |                   | 3:50     |  |
| 7.  | «Foaming»                      | Osborne, Rutmanis | 7:47     |  |
| 8.  | «The Anti-Vermin Seed»         |                   | 15:51    |  |

## Personal
- The Melvins:
  - Dale Crover - batería, voz, Teclados
  - Kevin Rutmanis - bajo, bajo slide
  - King Buzzo -  Guitarra, voz
- Sir David Scott Stone - Electrónica (thunder sheet, electric wire)
- Toshi Kasai - Teclados, grabación, mezcla
- Adam Jones - virus
- John Golden - mastering
- Mackie Osborne - dirección artística y diseño
- Kevin Willis - fotografía[7]
- Tonalli Magaña - assistant engineer, runner